# Diocèse de Valparaiso
Le diocèse de Valparaiso (en latin : Dioecesis Vallis Paradisi ; en espagnol : Diócesis de Valparaiso) est un diocèse de l'Église catholique du Chili, suffragant de l'archidiocèse de Santiago du Chili.  

## Territoire
Il comprend les provinces de Valparaíso, Quillota et de l'Île de Pâques, ainsi que les deux communes d'El Quisco et Algarrobo de la province de San Antonio.
Son territoire s'étend sur 4 736 km2 divisé en 69 paroisses. Le siège épiscopal est à Valparaíso, où se trouve la cathédrale Notre-Dame du Mont-Carmel (es).

## Histoire
La mission sui juris de Valparaíso est érigée le 2 novembre 1872, recevant son territoire de l'archidiocèse de Santiago du Chili.
Le diocèse de Valparaíso est érigé le 18 octobre 1925 par la constitution apostolique Apostolicis muneris du pape Pie XI. Valparaíso est nommé suffragant de l'archidiocèse de Santiago du Chili. En même temps sont également créés les diocèses chiliens de San Felipe, Talca et Rancagua.
En 1981, il cède la paroisse de Llaillay au diocèse de San Felipe. Le 5 janvier 2002, le diocèse est agrandi en ayant la juridiction de l'Île de Pâques qui était rattaché au diocèse de Villarrica.

## Évêques
- Mariano Casanova y Casanova (2 novembre 1872 - 1885)
- Salvador Donoso Rodríguez (1885 - 1892)
- Manuel Tomás Mesa (12 septembre 1892 - 1894)
- Ramón Ángel Jara Ruz (13 mars 1894 - 28 avril 1898), nommé évêque de San Carlos de Ancud
- Juan Ignacio González Eyzaguirre (1899 - 10 mars 1906)
- Eduardo Gimpert Paut (10 mars 1906 - 29 août 1937)
- Rafael Lira Infante (18 mars 1938 - 26 octobre 1958)
- Raúl Silva Henríquez, S.D.B (24 octobre 1959 - 14 mai 1961), nommé archevêque de Santiago du Chili
- Emilio Tagle Covarrubias (22 mai 1961 - 3 mai 1983)
- Francisco de Borja Valenzuela Ríos (3 mai 1983 - 16 avril 1993)
- Jorge Arturo Medina Estévez (16 avril 1993 - 21 juin 1996), nommé pro-préfet de la congrégation pour le culte divin
- Francisco Javier Errázuriz Ossa, I.Sc (24 septembre 1996 - 24 avril 1998), nommé archevêque de Santiago du Chili
- Gonzalo Duarte García de Cortázar, SS.CC (4 décembre 1998 - 11 juin 2018)
  - Pedro Mario Ossandón Buljevic (11 juin 2018 - 8 juin 2021) (administrateur apostolique)
- Jorge Patricio Vega Velasco, S.V.D., depuis le 8 juin 2021